# Heartland FC
Der Heartland Football Club ist ein nigerianischer Fußballverein aus Owerri. Aktuell spielt der Verein in der zweiten Liga, Nigeria National League.
Bis zu seiner Umbenennung im Jahre 2006 hieß der Klub Iwuanyanwu Nationale. Seine Heimspiele trägt der Verein im Dan-Anyiam-Stadion aus. Bisher konnte Heartland fünf Mal die Nigerianische Premier League und einmal den nigerianischen Fußballpokal gewinnen.

## Allgemeines
Heartland FC spielt in komplett roten Trikots. Auch Hosen und Stutzen sind in der gleichen Farbe. Einen Trikotsponsor hat der Klub zurzeit nicht.

## Geschichte
| Saison* | Platz              |
| --- | ------------------ |
| 1985 | ?                  |
| 1986 | 3                  |
| 1987 | 1                  |
| 1988 | 1                  |
| 1989 | 1                  |
| 1990 | 1                  |
| 1991 | 10                 |
| 1992 | 3                  |
| 1993 | 1                  |
| 1994 | 13                 |
| 1995 | 12                 |
| 1996 | 9                  |
| 1997 | 7                  |
| 1998 | 9                  |
| 1999 | 2 (1)              |
| 2000 | 8 n. q.            |
| 2001 | 12 n. q.           |
| 2002 | 4                  |
| 2003 | 5                  |
| 2004 | 5                  |
| 2005 | 3                  |
| 2006 | 4 (Gruppe B) n. q. |
| 2007 | 3 (Gruppe A) n. q. |
| 2007/08 | 2                  |
| 2008/09 | 2                  |
| 2009/10 | 8                  |
| *Alle Spielzeiten in der Nigerianischen Premier League. *n. q. = nicht qualifiziert für Finalrunde *In Klammern sind die Platzierung vor Beginn der Finalrunde. |                    |

Der Verein wurde am 4. August 1976 als Spartans FC gegründet.
Im November 1985 wurde der Verein von Spartans FC in Iwuanyanwu Nationale FC umbenannt. Grund für die Umbenennung war der Besitzerwechsel des Vereins. Neuer Eigentümer war der Politiker und Geschäftsmann Emmanuel Iwuanyanwu. Nach einer Trainings-Tour in Brasilien gelang dem Verein der bis dahin größte Erfolg auf nationaler Ebene. Im Januar 1986 wurde die Vize-Meisterschaft errungen. Im Folgejahr gelang wieder der zweite Platz. Einzig Leventis United musste man den Vortritt lassen. Da sich Leventis kurz darauf auflöste, erhielt Iwuanyanwu Nationale die Chance Nigeria im African Cup of Champions Clubs, der Afrikanischen Champions League, zu vertreten. Auch wurde ihnen der Titel zugesprochen. Im African Cup of Champions Clubs konnte man das Finale erreichen. Das Hinspiel wurde mit 1:0 gewonnen. Allerdings musste man sich im Rückspiel mit 0:4 gegen ES Sétif (Algerien) geschlagen geben. National lief es etwas besser. Im Endspiel um den Pokal konnte man sich mit 3:0 gegen Flash Flamingoes of Benin durchsetzen. Auch die Meisterschaft wurde gewonnen und somit das Double perfekt gemacht. 1989 wurde der Titel in der Liga verteidigt. Auch stand die Mannschaft wieder im Pokalfinale, wo man sich mit 0:1 den BCC Lions beugen musste.
1990 wurde der Titel zum dritten Mal verteidigt. Im African Cup of Champions Clubs erreichte Iwuanyanwu Nationale das Halbfinale. Ein Jahr später konnte man wieder bis ins Halbfinale vorstoßen. Allerdings wurde der Meistertitel nicht verteidigt. Nach zwei Jahren Durststrecke konnte der Titel 1993 wieder nach Owerri geholt werden. Durch einen 2:0-Auswärtssieg gegen die El-Kanemi Warriors wurde der Erfolg am letzten Spieltag perfekt gemacht. Dadurch war man nach zwei Jahren Abstinenz wieder im African Cup of Champions Clubs. Im Viertelfinalhinspiel am 18. September 1993 verlor man mit 3:0 gegen Espérance Sportive de Tunis. Noch am gleichen Tag, als das Team mit einer Chartermaschine gerade auf dem Heimweg war, stütze das Flugzeug im Süden von Algerien, bei Tamaransett, ab. Zwei Spieler, der Verteidiger Aimola Omale und Torhüter Uche Ikeogu, starben. Das Rückspiel wurde daraufhin vom 3. Oktober auf den 10. verschoben. Das Endergebnis lautete 1:1, was das Ausscheiden von Nationale bedeutete.
Seit dieser Katastrophe ist es ruhig um den Verein geworden. Titel bleiben weitestgehend aus. 1999 gewann man zwar die Liga, musste sich allerdings im Super-League-Playoff gegen die Lobi Stars of Makurdi geschlagen geben. 2003 wurde die Mannschaft Dritter in der Premier League, was ihnen die Startberechtigung für die CAF Champions League gab.
Am 7. Februar 2006 entzog die Landesregierung dem Besitzer Emmanuel Iwuanyanwu alle Rechte am Klub und benannte ihn in Heartland FC um.
2007 verpasste man in der Gruppe A der Globacom Premier League knapp die Teilnahme an den Super-4-Playoffs. Mit 29 Punkte hatte man einen weniger, als die auf Platz 2 befindlichen Enugu Rangers International. Besonders ärgerlich für Heartland war, dass insgesamt nur drei Spiele verloren wurden. Das sind zwei weniger als der Erstplatzierte Wikki Tourists hatte. Allerdings stehen diesen acht Unentschieden gegenüber. Die Saison 2007/08 hatte einige Veränderungen zum bisherigen Spielmodus. Anstelle von zwei Gruppen und einer anschließenden Play-off-Phase wurden die Ligen zusammengeschlossen und an die europäischen Standards angelehnt. Mit 20 Teams startete die neue Spielzeit. Am Ende erreichte Heartland den zweiten Platz hinter den Kano Pillars. Nur ein Punkt mehr fehlte zur Meisterschaft. Auch im Folgejahr reichte es nur zum Vizemeister-Titel. Dieses Mal musste man dem Bayelsa United Vortritt lassen, und das, obwohl man die Hinspielpartie gegen den späteren Titelträger gewinnen konnte. Noch am letzten Spieltag war das Team von Bayelsa mit nur zwei Punkten vorne weg. Durch deren 1:1-Unentschieden gegen den Warri Wolves war das Erreichen des ersten Tabellenplatzes noch möglich. Allerdings verlor die Mannschaft von Heartland gegen die Niger Tornadoes und musste sich somit im Wettbewerb geschlagen geben.

### Geschichte des Namens
- 1976–1985: Spartans FC
- 1985–2006: Iwuanyanwu Nationale FC
- Seit 2006: Heartland FC

## Erfolge
- Nigerianische Meisterschaft: 1987, 1988, 1989, 1990, 1993
- Nigeria FA Cup: 1988, 2011, 2012
- Nigerianischer Super Cup: 2011, 2012
- CAF Champions League: 1988 (Finalist), 2009 (Finalist)

## Bekannte ehemalige Spieler
(Auswahl)
- Abiodun Baruwa (Ehemaliger Nationalspieler Nigerias)
- Emeka Ifejiagwa (Zwischen 2000 und 2003 beim VfL Wolfsburg)
- Vincent Enyeama (Aktueller Nationalspieler Nigerias)
- Finidi George (Ehemaliger Nationalspieler Nigerias)
- Nwankwo Kanu (Aktueller Nationalspieler Nigerias)
- Chidi Nwanu (Ehemaliger Nationalspieler Nigerias)
- Michael Obiku (Ehemaliger Nationalspieler Nigerias)
- Uche Okechukwu (Ehemaliger Nationalspieler Nigerias)
- Isaac Okoronkwo (Ehemaliger Nationalspieler Nigerias)
- Darlington Omodiagbe (Seit 1999 bei verschiedenen Vereinen in Deutschland aktiv)
- Bob Osim (Ehemaliger Nationalspieler Nigerias)
- Ikechukwu Uche (Aktueller Nationalspieler Nigerias)
- Petar Stanev (Ehemaliger Spieler von Akademik Sofia, Lokomotive Sofia und ZSKA Sofia (u. a.))
- Kalu Uche (Aktueller Nationalspieler Nigerias)

## Heartlands Trainer
(unvollständig)
- August 2007 – Januar 2009:  Mitko Dobrev[5]